# Leucoagaricus gongylophorus
Espèce
Synonymes
- Rozites gongylophorus Möller, 1893 (basionyme)[1]
- Pholiota gongylophora (Möller) Sacc., 1895[1]
- Pholiota gongylophora (Möller) Rick., 1961[1]
- Attamyces bromatificus Kreisel, 1972[1]
- Leucocoprinus gongylophorus (Möller) R. Heim, 1957[1]
- Rozites gongylophora Möller, 1893[1]

Leucoagaricus gongylophorus est une espèce de champignons basidiomycètes de l'ordre des Agaricales et du genre Leucoagaricus. Ce champignon est cultivé par certaines fourmis champignonnistes des genres Acromyrmex et Atta. 

## Alimentation

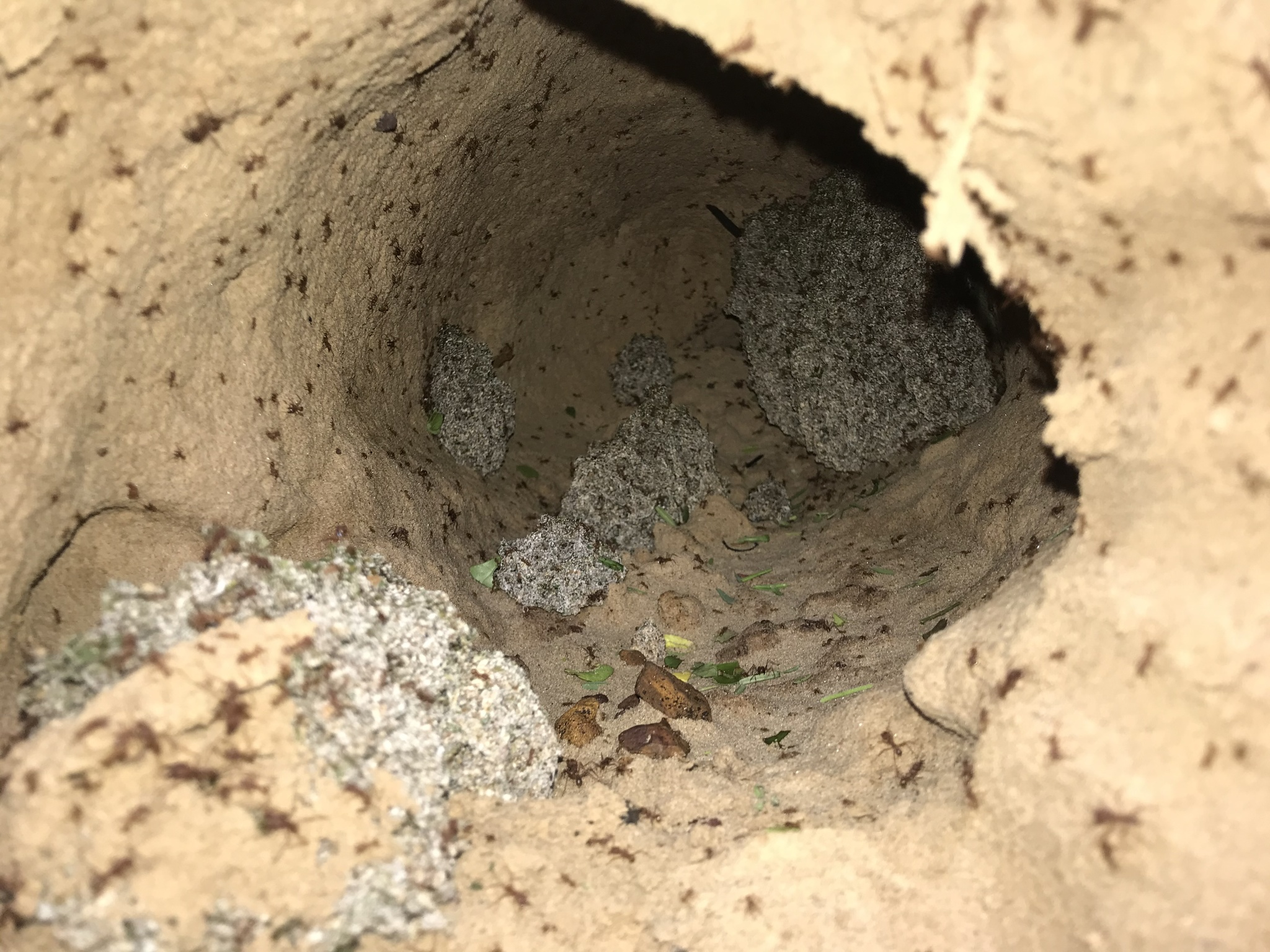
Leucoagaricus gongylophorus dans un nid d'Atta texana (Texas, USA).

Comme d'autres espèces de champignons cultivées par des fourmis, L. gongylophorus produit, à partir de la cellulose fournie par les fourmis (et indigeste pour elles), des gongylidia, des renflements riches en nutriments et purifiés d'éventuelles insecticides qui pourraient avoir été ingérés. C'est de cette partie dont les fourmis se nourrissent. Cela résulte d'une coévolution entre les fourmis et le champignon qui a mené à cette relation symbiotique obligatoire pour les deux partenaires.

## Symbioses
Ce champignon vit également en symbiose avec une bactérie antiparasitaire du genre Streptomyces qui est aussi entretenue par les fourmis. L. gongylophorus est très sensible aux attaques de parasites externes rendant cette bactérie indispensable à sa survie,.
L. gongylophorus est également très sensible au variation de température, ne survivant qu'entre 21,5 et 26 °C et nécessite une hygrométrie supérieure à 90% ; le maintien de ces conditions étant assuré par les fourmis. Enfin, pour avoir une croissance optimale, le champignon a besoin d'une légère acidité. Cette dernière est également fournie par les fourmis via leur matière fécale légèrement acide qui est mélangée aux feuilles pour confectionner le substrat sur lequel le champignon se développe,.